# Baltic News Service
Baltic News Service (BNS) — крупное информационное агентство, действующее в странах Прибалтики (Эстонии, Латвии и Литвы). Агентство было основано в апреле 1990 года группой студентов МГУ (учредитель — Аллан Мартинсон). Агентство распространяло в среде иностранных корреспондентов в Москве информацию о событиях в борьбе стран Балтии за независимость от Советского Союза. В течение нескольких месяцев оно было признано многочисленными западными СМИ как источник информации.
Сегодня BNS представляет собой холдинг, объединяющий самостоятельные агентства в Эстонии, Латвии и Литве.
BNS распространяет новости на русском и английском языках (а также на внутренних языках Эстонии, Латвии и Литвы) по сети Интернет, а также другими способами. В число подписчиков входят средства массовой информации, финансовые, промышленные и правительственные учреждения в странах Балтии. BNS также сотрудничает с Agence France-Presse, Reuters и Интерфаксом.
С 2001 года BNS полностью принадлежала финской медиа-группе Alma Media до марта 2014 года, когда она была продана эстонской компании, которой также принадлежит радиостанция Sky Plus и русскоязычная радиостаннция SKY Радио.
В 2003 году эстонское агентство BNS присоединила обанкротившееся информационное агентство ETA (Eesti Teadeteagentuur).